# Tomás Santiago
Tomás Santiago (Unquillo, Córdoba, 15 de junio de 1992) es un jugador de hockey sobre césped argentino que actúa en la posición de portero. Representa a Argentina a nivel internacional.

## Trayectoria
Santiago comenzó a jugar al hockey sobre césped a los 13 años en la sección juvenil del Córdoba Athletic. Al alcanzar las categorías mayores demostró talento y compromiso para jugar al máximo nivel, razón por la cual en 2012 se instaló en Buenos Aires y se incorporó a Mitre.
En agosto de 2017 dejó su país para unirse a La Gantoise HC de la Liga de Hockey de Bélgica. Con ese club disputaría las siguientes seis temporadas, hasta que en mayo de 2023, luego de ganar el título local, pasó a las filas del Royal Herakles, otro club de la máxima categoría del hockey profesional belga. 

## Selección nacional
Santiago disputó el Campeonato Panamericano Junior de 2012 y la Copa Mundial Junior de 2013.
Con la selección mayor jugó en la Copa Mundial de Hockey Masculino de 2018 y de 2023, como también en el torneo masculino de hockey de los Juegos Olímpicos de París 2024 (en los Juegos Olímpicos de Río de Janeiro 2016, donde su equipo obtuvo la medalla de oro, integró la delegación oficial argentina como jugador de reserva pero no formó parte de la escuadra de 16 jugadores que compitieron en el evento).
Ganó la medalla de oro en los Juegos Suramericanos de Cochabamba 2018 y en los Juegos Panamericanos de Santiago 2023. También formó parte del equipo argentino que venció en la Copa Panamericana de 2022.